# 柴田鳩翁
柴田 鳩翁（しばた きゅうおう、天明3年5月5日（1783年6月4日） - 天保10年5月3日（1839年6月13日））は、江戸時代後期の町人、心学者である。京都生まれ。通称は謙蔵。名は享。字は陽方。号は鳩翁のほかに眉山、維鳩庵など。身近なエピソードを絡めて口語体で分かりやすく人倫を説いた道徳書『鳩翁道話』などで知られる。45歳で失明、57歳で没するまで12カ国を巡説した。薩埵徳軒（さったとくけん）門下。

## 経歴
出生から幼少の京都時代
1783年(天明3年)、父・奈良物屋吉兵衛（号は玄証）の子として京都で生まれた。生家は代々江戸飛脚の本番宰領を務める家柄であった。1788年(天明8年)、一家が天明の京都大火に遭遇して家計が苦しくなったこともあり、1793年(寛政5年)11歳の時から京都の呉服店に奉公に出た。幼い頃から読書を好み、奉公の合間に便所の中で、野史や小説の類を貪るように読んだという。その後相次いで父母を失った。姉夫婦が家業を継いだため、その世話になることを遠慮して、1801年(享和元年)19歳にして江戸へ下った。
江戸へ出て、後京都へ戻る
しかし7年間の江戸逗留中に得る物はあまりなく、その後京都に戻って習い覚えた塗物の内職で生計を立てた。
講談から心学講話へ
1810年(文化7年)28歳の頃、京都市中で『赤穂記』を種本に軍書講談を披露したところ好評を得たため、「眉山」と号して講談を本業とするようになった。以後も講談の技術向上のため詩文・経書を読み習ったが、そのうち石田梅岩の『都鄙問答』を読んだことで心学（石門心学）に感動を受け、京都の心学者薩埵徳軒（手島堵庵の時習舎で教え、のち楽行舎を創始）の下で心学修行を積んだ。その間、心学の理解を深め、1821年（文政4年）39歳にして手島堵庵創始の明倫舎から堵庵断書（石門における免許状にあたる）を授けられた。さらに修行を積むべく黄檗宗の法蔵寺に参禅。1825年（文政8年）頃、禅と心学の共通点を悟り、講談稼業を正式に畳んで丹後田辺に下って、当地の求心舎・立敬舎を中心に50余日にわたって道話を講じて回った。
それ以降も各地からの要請により越前大野、播磨三木、摂津兵庫、近江水口、大和、伊勢亀山、美作津山など各地を巡講し、心学講話の第一人者として認識されるようになる。講談師の経歴を生かし、面白おかしく卑近な出来事の例を紹介しながら、心学が教える人の道を説いた。
失明し、柴田鳩翁として
しかし1827年(文政10年)に完全に失明するに至った。それを機に剃髪、号を鳩翁と改めた。盲人となった後も京都を拠点としつつ各国への巡回講話を続け、講話の中にも盲人のたとえ話を挿入するなど、逆境をも利用して講話に勤しんだ。天保4年（1833年）5月に津山で講演した際には連日1000人を超す聴衆を数えたと伝えられる。これらの講話は子の武修（号は遊翁）が口語体のまま筆記し、天保6年（1835年）以降『鳩翁道話』『続鳩翁道話』『続々鳩翁道話』などとして出版された。
心学は主として町人や百姓を対象としていたが、武士や公家などにも広がりを見せ、鳩翁の道話のファンは増えていった。中でも仁和寺宮済仁法親王といった門跡や、京都所司代松平信順、京都東町奉行小田切直照、大坂西町奉行久世広正ら要職にある武士からもしばしば召されて進講しており、また近畿各国に巡回した際も当地の藩主・家老などから請われて講話を行った。朝廷で陰陽頭を務めた土御門晴親に至っては、鳩翁に入門して心学を深く修行し、一時は明倫舎にも在住したほどであった。天保10年（1839年）4月、心学の始祖である石田梅岩百年祭が明倫舎で行われた際も、晴親が拝礼を行い、その後鳩翁が道話を行った。しかし鳩翁にとってはその講話が最後となり、翌月死去。享年57。
生前にしばしば宿としていた昌福寺（京都市上京区）に葬られた。後に門人らにより東山の鳥辺野にある祖師石田梅岩の墓の近くに鳩翁の墓碑が建てられた。

## 栄典
- 1928年(昭和3年)：従五位を追贈された[2]。

## 家族・親族
- 曾孫：柴田實は日本史学者。中世民衆史、文化史を専門とし、心学に関する著作もある。